# Ilhas Desertas
Ostrovy Desertas (portugalsky Ilhas Desertas) jsou ostrovy Madeirského souostroví jihovýchodně od ostrova Madeira. Administrativně ostrovy patří pod okres Santa Cruz. Název (z port. deserto = poušť) jim dal objevitel Madeiry João Gonçalves Zarco během objevné cesty v roce 1419. Dostatečně prozkoumány byly ostrovy až v létech 1420/1421.

## Geografie

Poloha ostrovů Desertas vůči Madeiře

Ostrovy Desertas, které jsou viditelné z celého jižního pobřeží Madeiry, jsou tři:
- Ilhéu Chão je nejmenší a leží nejblíže od ostrova Madeira – jen asi 20 km od Ponta de São Lourenço. Z dálky vypadá jako plochá deska ležící na moři. Největší nadmořská výška je zde 104 m.
- Deserta Grande je největší z ostrovů Desertas, má protáhlý tvar 13,5 krát 2,4 km. Jeho nejvyšší bod leží 479 m nad mořem.
- Bugio – jeho nejvyšší bod je 411 m nad mořem.

Celková plocha všech tří ostrovů Desertas činí 14,21 km². Přestože leží nedaleko od ostrova Madeira a jsou také sopečného původu, geologickou strukturu mají zcela odlišnou. Tvoří vrcholy podmořského hřbetu, který se v délce 60 km táhne jihovýchodním směrem od ostrova Madeira. Kvůli naprostému nedostatku pitné vody (jen na Deserta Grande je slabý zdroj nekvalitní vody) jsou ostrovy neobydlené. Mezi léty 1894 až 1971 patřily ostrovy Desertas dvěma rodinám z Madeiry. Pak se staly vlastnictvím portugalského státu. 

## Chráněná oblast

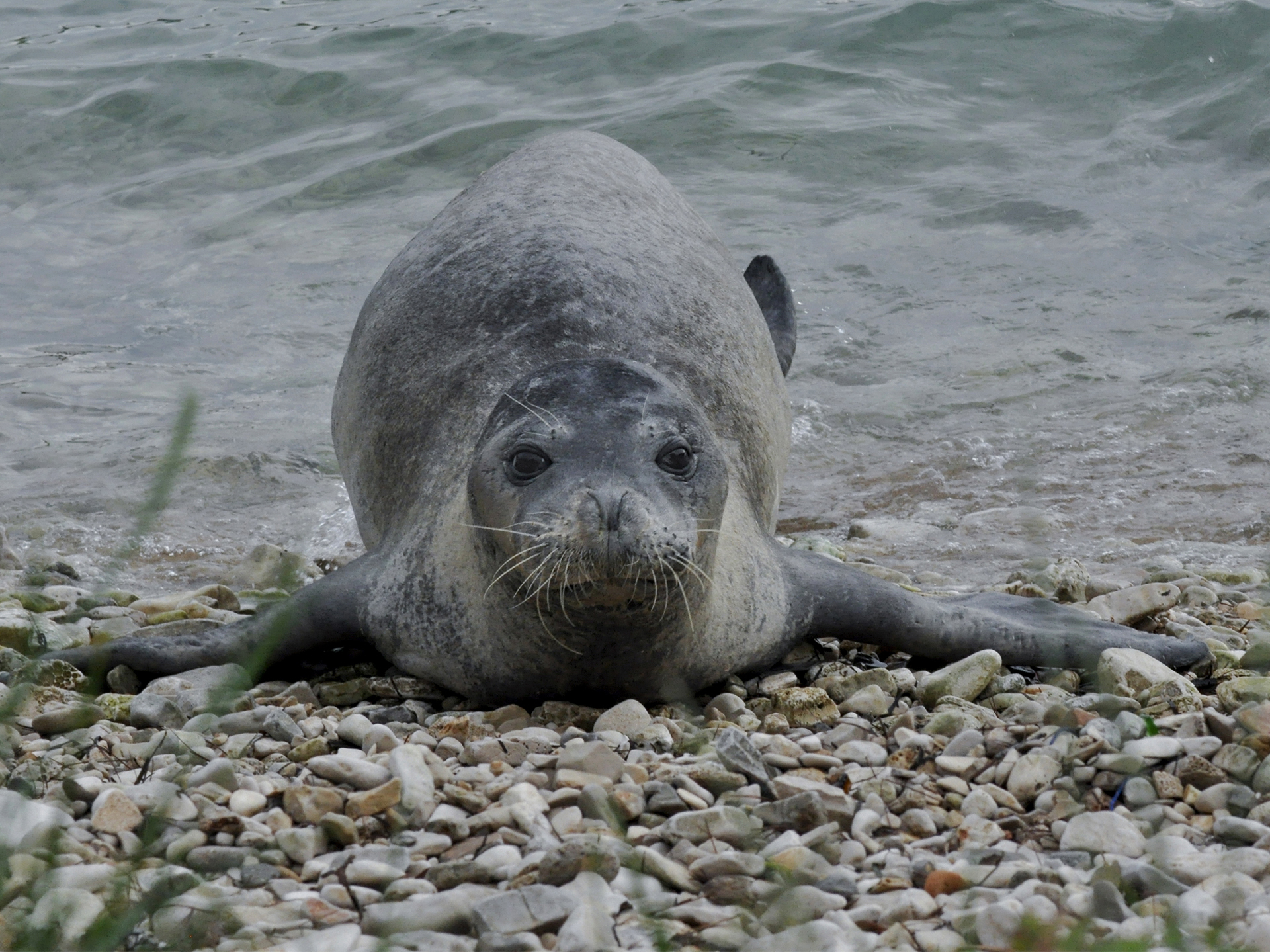
Tuleň středomořský

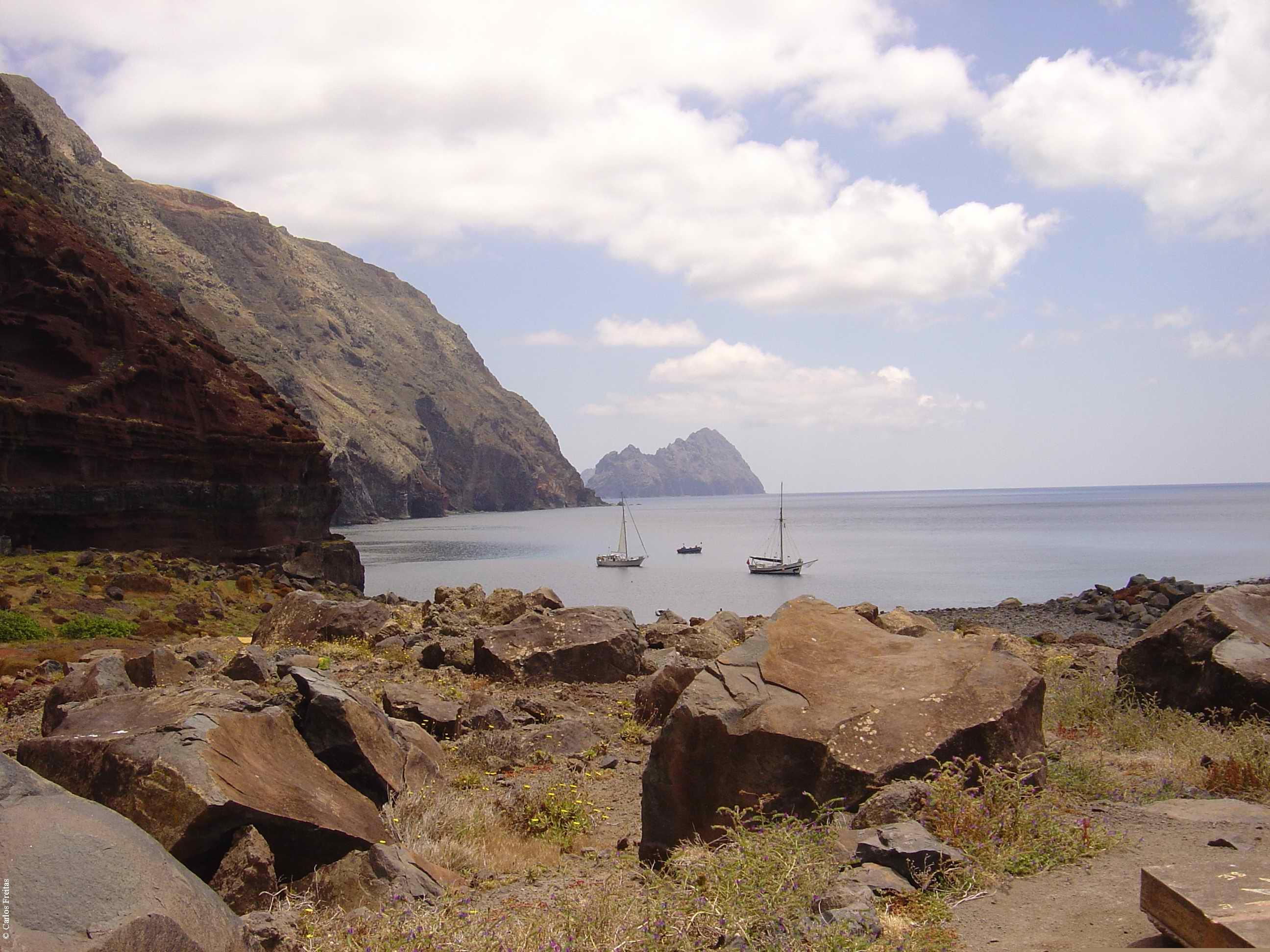
Ostrov Deserta Grande

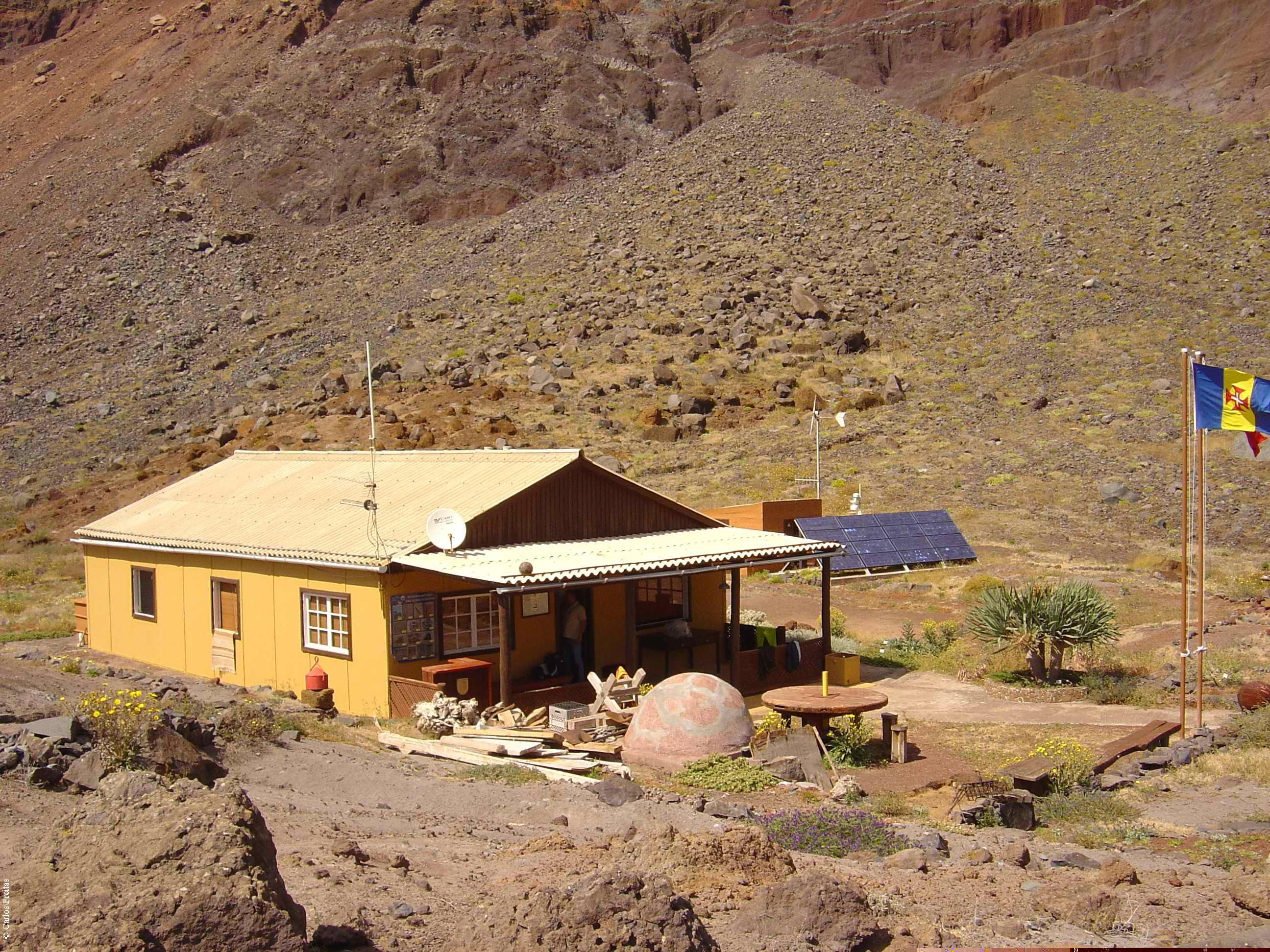
Stanice strážců přírodní rezervace na Deserta Grande

Kvůli výskytu dnes již vzácného tuleně středomořského (monachus monachus) se roku 1990 staly chráněnou oblastí, v roce 1995 byl režim ochrany zpřísněn a byla vyhlášena přírodní rezervace. Ochrana se tak vztahuje nejen na tuleně, ale na celý ekosystém. Pro pobyt na ostrovech je třeba zvláštního povolení, které se vydává pouze badatelům. Omezené množství turistů se může pod vedením průvodce vylodit jen v určeném místě na Deserta Grande, kde je také malá biologická výzkumná stanice.
Tuleň středomořský, který se původně vyskytoval na celém pobřeží a všech ostrovech Středozemního moře, na černomořském pobřeží Turecka a v Marmarském moři, v Makaronésii a na části atlantického pobřeží Afriky, se během 20. století stal téměř vyhynulým zvířetem. Na ostrovech Desertas žije na počátku 21. století asi 30 exemplářů. Objevili se i na dvou místech madeirského pobřeží, kde na jejich ochranu byly zřízeny chráněné oblasti (severní břehy Ponta de São Lourenço a Rocha do Navio u Santany).